# Assyrien

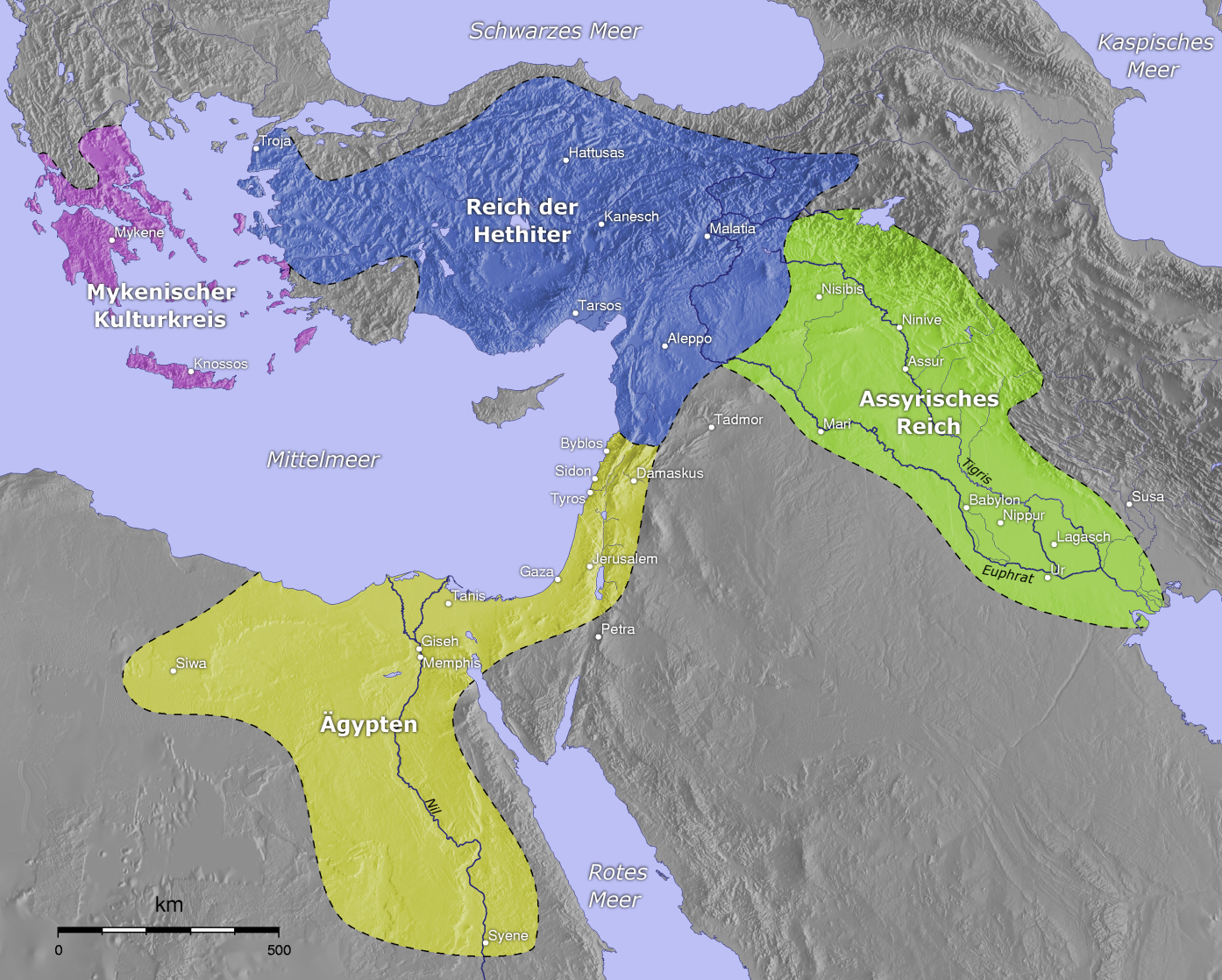
Der östliche Mittelmeerraum und Vorderasien um 1220 v. Chr.

Assyrien (altgriechisch Ἀσσυριά, lateinisch Assyria) war eine antike Landschaft im nördlichen Mesopotamien, insbesondere am mittleren Tigris. Sie war das Kernland des Assyrischen Reiches.

## Landschaft und Klima
Das Gebiet um Aššur ist nicht besonders fruchtbar. Der heutige Regenfall liegt um 200 mm, dem Minimum für Getreideanbau. Die Böden sind dünn, das Muttergestein besteht aus oft wenig fruchtbaren Sedimentgesteinen (Kalkstein und Gips), besonders im Westen der Stadt. In der Tigrisebene finden sich fruchtbare alluviale Tone und Schluffe, im Hügelland Lehmböden (Kalksteinverwitterungsböden). Die potenzielle natürliche Vegetation ist Beifuß-Steppe mit vereinzeltem Buschwerk und Galeriewald im Flusstal.
Es wird angenommen, dass das Klima im ersten Jahrtausend v. Chr. weitgehend mit dem heutigen vergleichbar war. Die heutigen Erträge liegen zwischen 400 und 500 kg Gerste pro Hektar, auf bewässerten Feldern zwischen 700 und 1000 kg/ha.

## Ackerbau
In neuassyrischer Zeit wurde in der Gegend vor allem Gerste angebaut. Es wird angenommen, dass der Boden durch individuelle Klein-Familien bebaut wurde (purū-System), die jedoch einen Teil des Ertrages an den Staat bzw. die Magnaten, denen die Felder inzwischen teilweise gehörten, abführen mussten. Die langrechteckigen Felder waren zwischen 1,8 und 14,4 ha groß. Die Felder wurden mit einem einfachen Hakenpflug (Arl) bearbeitet, der von Ochsen gezogen wurde. Scherbenstreuungen belegen, dass die Felder gedüngt wurden, Texten zufolge grasten Schafe und Ziegen auf den abgeernteten Feldern, was ebenfalls zur Düngung führte. Altaweel nimmt auf Grund von Simulationsergebnissen eine einjährige Brache an.
Unter den Sargoniden wurden verstärkt Bewässerungskanäle angelegt, besonders in der Umgebung von Ninive und Kalach. Sanherib berichtet darüber sehr ausführlich. Nach Zaccagnani benötigte eine durchschnittliche Bauernfamilie ca. fünf Hektar bewässertes Land, um ihren Lebensunterhalt zu sichern.

## Rohstoffe
In Assyrien kamen, im Gegensatz zu Babylonien, Steine (Kalkstein und Gips) und Bauholz (Esche, Eiche, Ulme und Ahorn) vor, es fehlte jedoch an Metallen. Kupfer, Silber und Gold wurden seit altassyrischer Zeit aus Kleinasien importiert, Zinn aus Usbekistan. In mittelassyrischer Zeit kamen Kupfer und Gold auch über Babylonien nach Assyrien.

## Geschichte
Zur älteren Geschichte siehe Assyrisches Reich (18. bis 7. Jahrhundert v. Chr.), Neubabylonisches Reich (626 bis 539 v. Chr.) und Achämenidenreich (6. bis 4. Jahrhundert v. Chr.).
Das Großreich Alexanders des Großen hatte nur wenige Jahre Bestand (siehe Alexanderreich). Unter den Seleukiden bestanden auf dem Gebiet des alten Assyrien die Provinzen Apolloniatis, Gorduene, Mygdonien, Sittakene, Sophene und Zabdikene. Unter der Oberherrschaft der Parther bestand auf dem Gebiet des alten Assyrien das Vasallenkönigreich Adiabene. Unter den Parthern und nachfolgend ab dem 3. Jahrhundert n. Chr. unter den Sassaniden war das ehemalige Babylonien als Asuristan bekannt.
Im Jahr 116 n. Chr. soll Trajan die Provinz Assyria im nördlichen Mesopotamien gegründet haben, ihre Existenz ist in der Forschung jedoch stark umstritten. In byzantinischer Zeit gehörte ein Teil von Assyrien zur Provinz Mesopotamien. Der syrische Historiker Gregorius Bar-Hebraeus verwendet in der Chronographie den Begriff Athor für Assyrien.